# Eisenbahnunfall von Zaječí
Der Eisenbahnunfall von Zaječí ereignete sich am 9. September 1928 gegen 14 Uhr im Bahnhof Zaječí (Saitz) der Strecke Břeclav–Brno, als ein  Schnellzug entgleiste und einen Güterzug im Nachbargleis rammte.

## Ausgangslage
Die Strecke Břeclav–Brno war damals noch eingleisig. Der Schnellzug Nr. 16 Berlin–Beograd mit der Lokomotive 375.030 an der Spitze passierte den Bahnhof Zaječí planmäßig ohne Halt. Auf Gleis 4 wartete der Güterzug Nr. 681 mit der Lokomotive 333.193 die Kreuzung mit dem Schnellzug ab.

## Unfallhergang
Aus Versehen wurde der Schnellzug von Berlin nach Belgrad im Bahnhof Zaječí aus dem durchgehenden Hauptgleis auf das Gleis 2 geleitet. Die Geschwindigkeitsbegrenzung für die Fahrt in das abzweigende Gleis wurde jedoch nicht signalisiert, sodass der Schnellzug ohne seine Geschwindigkeit zu verringern in das abzweigende Gleis mit etwa 60 km/h einfuhr, entgleiste und den Güterzug, der im Nachbargleis die Zugkreuzung abwartete, rammte. Drei Personenwagen des Schnellzuges wurden zertrümmert. 24 Menschen starben, 140 wurden darüber hinaus verletzt. Der Weichenwärter und der Fahrdienstleiter des Bahnhofes wurden mit 15 Monaten Gefängnis bestraft.